# Sak tz'i (zona arqueológica)
Sak tz'i es un sitio arqueológico de la precolombina civilización maya. Se ubica en el municipio de Ocosingo del estado mexicano de Chiapas. Las ruinas se destacan por tener los primeros restos urbanos en la región del Alto Usumacinta, así como un teatro antiguo único para uso de la élite. La antigua identidad del sitio está sujeta a debate.

## Etimología
El nombre moderno proviene de una cercana comunidad Tzeltal, del mismo nombre, Plan de Ayutla, un yacimiento redescubierto a mediados de la década de 1990. Los arqueólogos consideran Plan de Ayutla como candidato muy fuerte para el sitio antiguo de Sak Tz'i', que significa "Perro Blanco". Alternativamente, el sitio podría ser el antiguo Ak'e, que significa "Tortuga".

## Ubicación

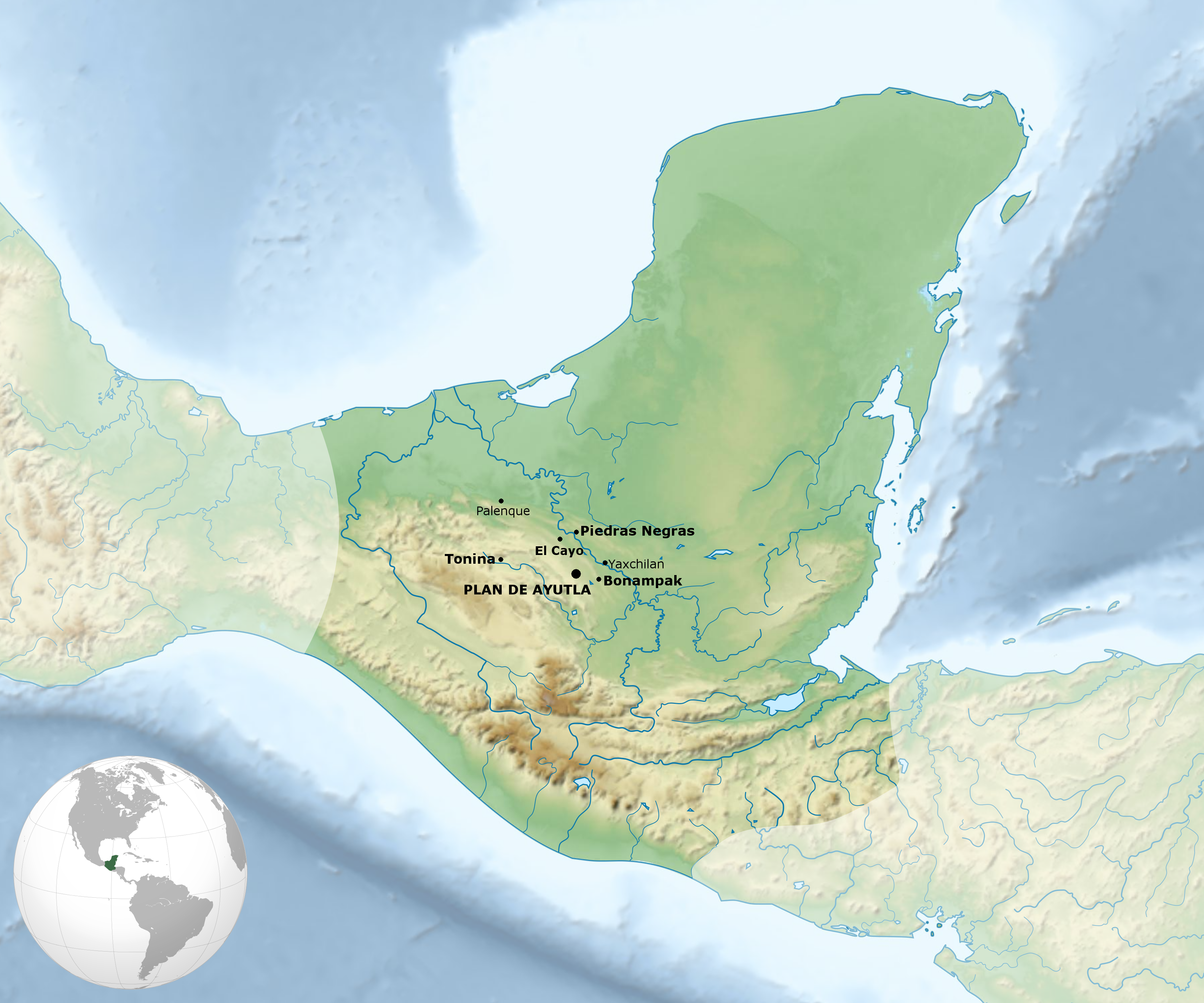
Un mapa del Superior Usumacinta Maya polities con Comalcalco Bolded

Sak tz'i (zona arqueológica) está en el área del Alto Usumacinta, aproximadamente a 3,5 kilómetros de una pequeña comunidad con el mismo nombre que el sitio. Situado en una área montañosa de la Selva Lacandona, conocida como Sierra de Jalapa. El sitio es parte  del municipio de Ocosingo, Estado de Chiapas en al sureste México, cercano a la frontera con Guatemala. Está aproximadamente a 35 kilómetros al noroeste de Bonampak.

## Identidad del sitio
Los arqueólogos consideran que Plan de Ayutla puede ser uno de los dos sitios antiguos conocidos por inscripciones encontradas en otros lugares: Ak'e o Sak Tz'i'. Hasta el momento, no se han encontrado pruebas concluyentes sobre la identidad del sitio.
El caso de Sak Tz'i' es considerado más fuerte por el arqueólogo a cargo (a partir de 2013) del sitio, Luis Alberto Martos López. Señala que el antiguo Sak Tz'i 'estuvo involucrado en guerras con Yaxchilán , Bonampak-Lacanha, Tonina y Piedras Negras. Plan de Ayutla se encuentra en un lugar que se encuentra entre todos estos sitios. Martos también plantea que la última inscripción de la región data del 854 y menciona a Sak Tz'i'en un momento en el que aún existen evidencias de ocupación y construcción en Plan de Ayutla. Finalmente, en algunos paneles saqueados recuperados de la región, un señor de Sak Tz'i 'es llamado "Jugador de pelota". Este título tendría sentido especialmente si Sak Tz'i' fuera de hecho Plan de Ayutla, ya que es el sitio del juego de pelota más grande de la región (ver más abajo).
Sak Tz'i 'tuvo vínculos importantes con Piedras Negras en varios puntos de su historia. La Acrópolis Norte de Plan de Ayutla es muy similar a la Gran Acrópolis de Piedras Negras, lo que podría ser un indicador de un vínculo importante entre los dos sitios..
Esto explicaría por qué Plan de Ayala también comparte características arquitectónicas importantes con Tonina, señor supremo de Bonampak, como el diseño del juego de pelota, altares en forma de columna y adornos de techo en la Estructura 13.
Contra esta teoría, los arqueólogos señalan que los edificios de doble galería de Plan de Ayutla son similares a los cercanos de Ojo de Agua y Nuevo Jalisco, y diferentes a los de Bonampak y su vecino, Lacanha. Estas diferencias pueden indicar entidades políticas diferentes.
La capital de Sak Tz'i' (un antiguo reino maya) ahora nombrado Lacanjá Tzeltal, fue revelado por los investigadores dirigidos por el profesor asociado de antropología Charles Golden y bioarqueólogo Andrew Scherer en Chiapas en el patio trasero de un agricultor mexicano, en 2020.
Múltiples construcciones domésticas fueron utilizadas por la población para propósitos religiosos. El equipo también descubrió la “Plaza Muk’ul Ton” o Plaza de los Monumentos donde la gente solía reunirse para las ceremonias.

## Historia
La primera evidencia arquitectónica del sitio data de c. 150 a. C., aunque la evidencia de un poblamiento urbano aparece en algún momento después de c. 50 a. C. El descubrimiento de un antiguo complejo residencial en algún lugar entre 50 a. C. y 50 hace a Plan de Ayutla la ciudad ocupada más temprana en el la región del Alto Usumacinta.
Si Sak tz'i fue en verdad Sak Tz'i', su historia está ligada a la confusión política que era particularmente intensa en la región entre el 600 y el 800. Una estela de Piedras Negras describe la captura de Señor K'ab' Chan Te' de Sak Tz'i' en 628. La epigrafía alrededor de estos acontecimientos no es concluyente. Una hipótesis argumenta la supervivencia de K'ab' Chan Te' como vasallo de Piedras Negras quién luego ayudará a su nuevo señor contra Bonampak y La Mar en 641. Otra teoría suestenta que K'ab' Chan Te' sobrevivió pero luego tomó represalias contra Piedras Negras, Bonampak y La Mar, derrotando al menos a estos dos últimos sitios. Para complicar más las cosas, el K'ab' Chan Te' mencionado en 641 puede ser otro gobernante del mismo nombre, ya que K'ab' Chan Te' es un nombre recurrente entre los gobernantes de Sak Tz'i. De todas formas, ya fuese como como vasallo o como adversario de Piedras Negras, gobernó un estado que se extendía desde al menos La Mar hasta Bonampak en el siglo VII.
Aj Sak Maax fue el gobernante de Sak Tz'i' desde la década de 750 hata, al menos, 772. Durante su reinado, el sitio de El Cayo parece estar subordinado atanto a Sak Tz'i' como a Piedras Negras. Esto colocaría a Sak Tz'i' como aliado o vasallo de Piedras Negras, que a su vez era señor de El Cayo.
Aj Sak Maax Era ya no era rey en 787 cuando Yete' K'inich de Sak Tz'i' hizo capturar a dos de sus señores en lo que parece haber sido una rebelión de su antiguo vasallo Bonampak con la ayuda de Yaxchilan. Estos son los acontecimientos que se conmemoran en los famosos murales de Bonampak. En algún momento después de 789, Tonina atacó atacó a Tokal Ek' Hiix de Jats, entonces gobernante de Sak Tz'i'.
Aparece evidencia de cerámica de pasta fina en Plan de Ayutla durante la última fase de construcción alrededor de 800–850. Esta cerámica está asociada con Chontal. Alrededor del 850, Plan de Ayutla parece haber sido gobernado por un consejo gobernante o multepal, como sucedía en otras ciudades de la época. La destrucción de la probable sede de este gobierno puede indicar los intentos de una nueva dinastía gobernante de llegar al poder. La última inscripción de la región menciona a un vasallo de otro K'ab' Chan Te' de Sak Tz'i' en 864. La nueva dinastía debe haber fracasado y la ciudad fue abandonada violentamente entre 1000 y 1100.

### Gobernantes de Sak Tz'i'
| Nombre               | Fechas      |
| -------------------- | ----------- |
| U K'ab'              | c. 564      |
| K'ab Chan Te' I      | c. 594@–641 |
| K'ab Chan Te' II?    | c.653@–693  |
| Aj Sak Maax          | c.754@–772  |
| Yeht' K'inich        | c. 787      |
| Jats' Tokal Ek' Hiix | c.796?      |
| K'ab' Chan Te' III   | c. 864      |

Fuente:

### Historia moderna
El sitio ha sido conocido por los lacandones desde hace algún tiempo. Después de oír los informes del sitio, el arqueólogo Peter Schmidt estuvo guiado por ellos hasta Plan de Ayutla. Publicó el primer informe del sitio en 1975. El sitio permaneció ignorado por los arqueólogos hasta que Alejandro Tovalin del proyecto Bonampak hizo una nueva visita en 1994. En 2001, la comunidad local comenzó a limpiar la selva alrededor del sitio con la esperanza de hacerlo atractivo para los turistas. y solicitó la visita de arqueólogos. Esto condujo a otra visita y eventualmente a excavaciones formales a partir de 2003 bajo la dirección de Luis Alberto Martos López. Tovalín solo había informado de la Acrópolis norte, pero en 2004 Martos se dio cuenta que sea sólo uno de las tres existentes.
El trabajo de restauración comenzó en 2008 y se ha centrado en la Acrópolis Norte y el Juego de Pelota, con el objetivo de abrir el sitio al público en 2012.

## Descripción del sitio
La extensión del sitio no supera las 24 hectáreas, aun así, el núcleo es sólo un tercio del total. 72 edificios están extendidos por el sitio. El núcleo del sitio se construyó alrededor tres cerros naturales que dieron lugar a tres acrópolis. Los espacios intermedios entre ellos y alrededor de ellos se convirtieron en tres plazas principales, utilizadas para actividades cívicas y religiosas. Estas tres plazas pueden ser subdivididas en siete más pequeñas. Los edificios mejor conservados están en las acrópolis, mientras que las plazas están rodeadas por montones de escombros y tierra.
Las afinidades de participaciones de la arquitectura con otros sitios como Yaxchilan, Palenque, Lacanha y Bonampak pero no obstante también tiene elementos únicos. El ejemplo clave de estos es la Estructura 13 en la Acrópolis Norte.
El sitio fue objeto de fuertes saqueos, que dañaron muchas de las estructuras. Todas las estelas han sido removidas y es notable la falta de inscripciones del sitio.

### Plaza oeste[20]
Esta plaza está dividida en dos por dos escalones y un edificio rectangular.
- Plaza Ajk'ol ("Superior" en el Tzeltal lengua) es un sunken recinto entre el Del norte y Del oeste Acropolises y cinco edificios al noroeste, con Yolil plaza al al sureste.
- Estructura 18 es una terraza larga, estrecha en el fondo del Del oeste Acropolis sobre Plaza Ajk'ol aquello puede haber sido una pared  o un processional manera.
- Plaza Yolil ("Central") es también acotado por el mismo Acropolises y un cancha de pelota (Estructura 39) al al sureste cuál divide él de Plaza Alan.
- Estructura 39, entre Plaza Yolil y Plaza Alan, es la más grande cancha de pelota encontrado tan lejos en el Superior Usumacinta área. Está hecho de seis edificios y es 65 metros (213,3 pies) m (213 ) en longitud. Es similar a aquello de Tonina, y en vez de un central ballcourt los fabricantes tiene una columna sola en el medio. Estructura 39 es el centro del sitio, en entre el tres acropolises y el tres plazas, el cual indica su importancia.

### Plazas central y este
Una gran plaza ocupa el centro del sitio, con dos espacios separados nombraron en Tzeltal: Alan (más Bajo) y Muku'l (Grande). Muku'l Ocupa el espacio entre Del norte y Del este Acropolises. Del sur de Plaza Alan es Plazas Tut (Pequeño) y Beja'  (del Arroyo o corriente). El último está nombrado después de un barranco que lo cruza. Plaza Tonna'  (De las Casas de Piedra) extiende nordeste de Plaza Muku'l y tiene cuatro complejos residenciales alrededor lo.

### Acrópolis norte
La  Acrópolis norte es un Palacio maya, un complejo aquello incluye habitaciones de élite, templos y espacios para reuniones. Esté construido alrededor de un cerro natural que estuvo modificado para acomodar las estructuras. El cerro mide 45 m (147,6 pies) m (148 ) en altura, y al menos 19 estructuras estuvieron construidas encima lo. En el lado del norte, una serie de cuatro estructuras encima aumentando las terrazas hace el acropolis similares a aquello de Piedras Negras. La presencia de cerámica de pasta buena y otros elementos en el complejo indica que  esté ocupado a través del Tardío Clásico.
En 2012, una datación de teatro del Terminal Clásico (ca. 800@–900 C.E.) Estuvo descubierto aquí. Un patio rodeó por los edificios que datan de 250@–500 C.E. Estuvo personalizado para hacer manera para tres ancho bleachers. La pared externa de otra estructura estuvo derribada para hacer manera para una etapa. Juzgando por su medida y ubicación,  esté pretendido para un seleccionar grupo de 120 personas como máximo. El teatro puede haber sido parte  de un programa a legitimise una dinastía nueva en Plan de Ayutla aquello parece para tener venido a poder alrededor 850 C.E. En la misma estructura, un baño para un miembro de la élite estuvo descubierto, completo con un sistema de drenaje. Es uno  de único cuatro descubierto en México que fecha de pre-tiempo hispánico (el otros siendo en Palenque, Tonina y Teotihuacan). La cerámica utilizó para aguantar el agua para el baño estuvo descubierta en una habitación contigua.
También, en 2011, los restos de un más tempranos patio rodeó por las estructuras residenciales estuvieron descubiertas bajo edificios más tardíos del acropolis, datando de entre 50 B.C.E. Y 50 C.E. Esta clase de las construcciones no han sido encontradas en otros sitios en la región hasta ca. 250 C.E. Las estructuras han redondeado acorrala, una característica de Maya temprana arquitectura. La mayoría de los edificios tuvo sus partes superiores desgarradas abajo y utilizados para llenar la estructura más temprana con guijarral para construir las estructuras más recientes.
- En el lado del sur, Estructura 1,2 y 3 torre sobre el complejo. Todo tres tuvo vaulted techos, un estrechos entryway y tres cuartos interiores, y tener afinidades arquitectónicas a Palenque.[23]
- Estructura 4 es en la segunda terraza de la parte superior. Esté construido ca. 800 C.E. El metal que cocina los utensilios han sido encontrados aquí datando de 900@–1000 C.E., haciendo los arqueólogos creen que que esto era una cocina o despensa.Dos entierros del mismo periodo han sido descubiertos cercanos dentro de una escalera modificada. Uno de los restos es hembra y estuvo enterrado con arcilla hembra figurines y cocinando utensilios.[15]
- Estructura 6 era un L-shaped edificio con dos templos en sus fines. Sea aparentemente el asiento del consejo gobernante que parece para tener gobernado el sitio para al menos parte del Terminal Clásico, y era más tarde amuralló.[16]

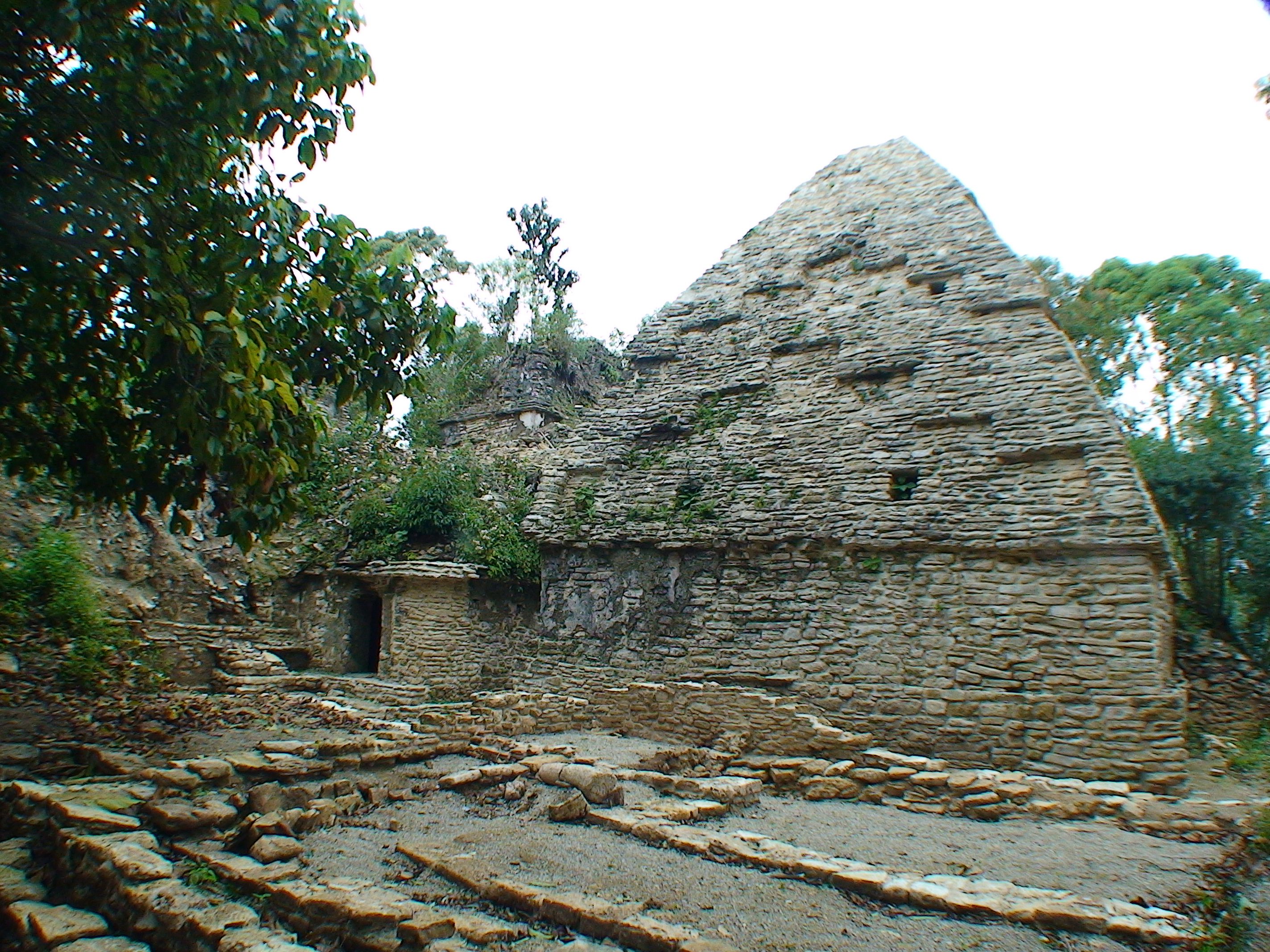
Estructura 13. Estructura 1 es visible en el fondo. Nota la decoración de techo.

- Estructura 13 es una datación de edificio distintiva del Temprano Clásico. Tiene uno de las bóvedas más altas descubrió en la Maya mundo, midiendo 8 metros (26,2 pies) m (26 ). Esté pintado en negro - un color raro para el interior de edificios entre la Maya. El exterior del techo está decorado con único dio un paso patrones. También, dos cuartos adicionales estuvieron descubiertos por encima de los cuartos principales que puede haber sido una segunda historia o un refuerzo estructural. Graffiti En el edificio muestra un trono, un señor y el edificio él, dirigiendo arqueólogos a speculate que esto era la habitación  del gobernante de Plan de Ayutla. Debido a un sistema de aperturas, tres rectángulos de ligeros puede ser observado en el techo de Estructura 13 en mid-julio, el principio del ciclo agrícola.[24]

### Acrópolis este
También construido en un cerro natural adaptado, el acropolis consta de cuatro edificios alrededor de un centrales plaza. Los arqueólogos sospechan que una escalera una vez descendida al al sureste, hacia Plaza Tut. Un entierro ha sido encontrado en el pie de este posible stairway, con la presencia de cerámica de pasta buena que asocia él con el Tardío Clásico. La naturaleza exacta de este complejo no ha sido determinado, pero la Estructura masiva 58 sugiere uso residencial, mientras un looted la tumba sugiere funerary uso.
- Estructura 58 es la estructura más grande de la Acropolis este, en el lado suroeste de la plaza. Probablemente alguna vez fue una estructura abovedada muy grande.[25] Puede haber sido una estructura residencial.[18]

### Acrópolis oeste
La acrópolis más alta se construyó en una cresta que se extiende desde el suroeste, y eso es 65 m (213,3 pies) altura en el sitio de las ruinas. Los pequeños espacios aquí llevan a los arqueólogos a creer que era para el uso de una élite selecta, mientras que la naturaleza de las estructuras indica un uso religioso.
- Estructura 25 es un templo grande construido en una cruz-shaped plataforma. El santuario interior tuvo otra galería construyó alrededor él en una fase de construcción más tardía. Esto lo hace similar a los templos del Grupo de Cruz en Palenque.[27]
- Estructura 26 era una plataforma dada grande accesible del del norte por un stairway que ya no existe, con un templo arruinado arriba de él.
- Estructura 27 es un edificio rectangular con tres entradas.
- Estructura 31 ocupa el sitio más alto en el sitio y contiene las escrituras únicas encontradas tan lejos en el sitio. Es un edificio de habitación solo  en un tres-plataforma dada un paso. La base y los lados del edificio eran una vez adornados con estuco friezes, ahora mal erosionado pero en qué fragmentary la escritura puede ser vista. El lado occidental tuvo el más intacto glyphs, pero  tienen tan desciframiento resistido lejos. Epigraphers Piensa ellos ser en un estilo temprano de escribir datación al Temprano Clásico (ca. 375 C.E.).[28] Ha sido apodado el Templo de Inscriptions.[6]
- Estructura 32 era una plataforma dada un paso de cinco niveles con una escalera y templo arriba de él.